# Сарджент, Дик
Дик Сарджент (англ. Dick Sargent, настоящее имя Ричард Стэнфорд Кокс, Richard Stanford Cox; 19 апреля 1930, Кармел, США — 8 июля 1994, Лос-Анджелес, США) — американский актёр, более всего известный своей ролью в сериале «Моя жена меня приворожила».

## Биография
Ричард родился в Кармеле, штат Калифорния. Его мать Рут Макногтон была актрисой, известной под сценическим именем Рут Пауэлл, а его отец, полковник Элмер Макногтон, герой Первой Мировой, работал в Голливуде театральным агентом.
После колледжа Ричард сменил свои имя и фамилию. С 1949 года его имя звучало как Дик Лейберри Сарджент. Дик был хорошим и порядочным мальчишкой и после учёбы брался за любую работу, который ему предлагали. Он работал строителем, дворником, мойщиком окон и даже рыл канавы.
Его дебют в кино состоялся в 1954 году, в фильме «Военнопленный» с Рональдом Рейганом. В 1969 году Дик Сарджент заменил Дика Йорка в роли Дэррина Стивенса в сериале Эшерра «Моя жена меня приворожила». Сарджент был крайне непохож на прежнего Даррина, и из-за замены многие зрители перестали смотреть сериал. Но спустя год рейтинг передачи вновь стал подниматься.
В 1990 году у Дика нашли рак простаты. Через полтора года в прессу просочился слух о том, что Сарджент нетрадиционной сексуальной ориентации. А через 4 месяца появилось сообщение, что Сарджент болен СПИДом. Дик ни разу не был женат, возможно, из-за этого считали, что он гей. В 1994 году за три месяца до смерти он признался, что действительно гомосексуален. Его старая мать перестала с ним общаться. В последнем интервью Дик говорил, что прожил с любимым мужчиной 20 лет, однако в свет его он так и не вывел.
Спустя три месяца, 8 июля 1994 года, Дик Сарджент скончался. Своему другу актёр завещал пентхаус и машину, а матери — всё своё состояние и три виллы.

## Избранная фильмография
| Год       |   | Русское название                | Оригинальное название               | Роль                              |
| --------- | - | ------------------------------- | ----------------------------------- | --------------------------------- |
| 1955      | ф | Тварь с миллионом глаз          | The Beast with a Million Eyes       | Ларри Брюстер                     |
| 1956      | ф | Крутой маршрут                  | The Great Locomotive Chase          | солдат армии Севера               |
| 1956      | ф | Люби меня нежно                 | Love Me Tender                      | солдат Конфедерации               |
| 1959      | ф | Операция «Нижняя юбка»          | Operation Pettticoat                | энсин Стоволл                     |
| 1961      | ф | Великий самозванец              | The Great Impostor                  | Хотчкисс                          |
| 1961      | с | Дни в Долине Смерти             | Death Valley Days                   | Клифф Стритер                     |
| 1962      | с | Дымок из ствола                 | Gunsmoke                            | Бад                               |
| 1962      | с | Альфред Хичкок представляет     | Alfred Hitchcock Presents           | Дейв Фултон                       |
| 1962      | с | Приключения Оззи и Харриет      | The Adventures of Ozzie and Harriet | Джордж                            |
| 1963      | ф | Капитан Ньюмен, доктор медицины | Captain Newman, M. D.               | лейтенант Белден «Берни» Олдерсон |
| 1968      | ф | Немного жизни, немного любви    | Live a Little, Love a Little        | Гарри                             |
| 1969—1972 | с | Моя жена меня приворожила       | Bewitched                           | Дэррин Стивенс                    |
| 1973      | с | Улицы Сан-Франциско             | The Streets of San Francisco        | Бойд Колдуэлл                     |
| 1976      | с | Доктор Маркус Уэлби             | Marcus Welby, M.D.                  | Пит Рэндолл                       |
| 1976—1979 | с | Ангелы Чарли                    | Charlie’s Angels                    | разные персонажи                  |
| 1977      | с | Трое — это компания             | Three’s Company                     | Ллойд Кросс                       |
| 1977      | с | Баретта                         | Baretta                             | Гил Мартин                        |
| 1977      | с | Лодка любви                     | The Love Boat                       | отец Майк                         |
| 1980      | с | Придурки из Хаззарда            | The Dukes of Hazzard                | шериф Грейди Бирд                 |
| 1980      | с | Уолтоны                         | The Waltons                         | старшина                          |
| 1982      | с | Такси                           | Taxi                                | адвокат Джон Бикерс               |
| 1982      | с | Семейные узы                    | Family Ties                         | Чарли                             |
| 1987      | с | Она написала убийство           | Murder, She Wrote                   | Джордж Селби                      |
| 1987      | с | Закон Лос-Анджелеса             | L.A. Law                            | Эдмунд Бейтс                      |
| 1990      | с | Коломбо                         | Columbo                             | в роли самого себя                |
| 1991      | ф | Неудавшаяся подставка           | Frame Up                            | Уилл Карран                       |
| 1992      | с | Гарри и Хендерсоны              | Harry And The Hendersons            | Эрл Пауэрс                        |